# Tofting
Tofting war eine über mehrere Jahrhunderte besiedelte Dorfwarft im Kreis Nordfriesland auf dem Gebiet der heutigen Gemeinde Oldenswort.

## Geschichte
Tofting liegt nördlich von Tönning. Zwischen 1949 und 1953 durchgeführte Ausgrabungen von Albert Bantelmann zeigten, dass erste Häuser bereits im 1. und 2. Jahrhundert unserer Zeitrechnung auf einem etwa 1,40 m (über NN) liegenden Uferwall an einer alten Flussschleife der Eider errichtet worden waren. Den Ergebnissen zufolge wurden die einzelnen Wohnplätze kontinuierlich bis in das 5. und 6. Jahrhundert mit Mist und Klei erhöht.
Die Wirtschaft der Wurt beruhte auf Viehhaltung. Die Salzwiesen im Umland der Dorfwarft boten dazu das Weideland. Auf höher gelegenen Flächen konnte in den Sommermonaten auch Getreide angebaut werden. Die Bevölkerung profitierte jedoch auch vom Seehandel, wie Funde römischer Terra Sigillata zeigen. Bemerkenswert ist auch der Fund zweier Hauskatzenskelette. Diese gelten als die ältesten in Schleswig-Holstein. Die Ausgrabungen zeigten viele Übereinstimmungen mit den Siedlungen der Ingwäonen an der südlichen Elbmündung. Dort sollen zu gleicher Zeit unter anderem die Chauken gesiedelt haben.
Der Ortsname wurde 1535 erstmals schriftlich dokumentiert. Vermutlich geht der Name auf das nordfriesische Toftum mit der Bedeutung zu den Toften (≈ Hausplätze) zurück und wurde erst später unter niederdt. Einfluss zu ing umgedeutet (ähnlich Garding und Ording).